# Marazovel
Marazovel es una localidad española del municipio de Alpanseque, perteneciente a la provincia de Soria, en la comunidad autónoma de Castilla y León.

## Geografía
Pertenece al partido judicial de Almazán y a la comarca de Arcos de Jalón.

## Historia
A la caída del Antiguo Régimen la localidad se constituye en municipio constitucional, conocido entonces como Marazobel  en la región de Castilla la Vieja que en el censo de 1842 contaba con 68 hogares y 270 vecinos.
A mediados del siglo XIX, el lugar tenía 75 casas. La localidad aparece descrita en el undécimo volumen del Diccionario geográfico-estadístico-histórico de España y sus posesiones de Ultramar de Pascual Madoz de la siguiente manera:

MARAZOBEL: l. con ayunt. en la prov. de Soria (14 leg.), part. jud. de Medinaceli (5), aud. terr. y c. g. de Burgos (30), dióc. de Sigüenza (6). sit. en llano con libre ventilacion y clima saludable; tiene 75 casas: la consistorial con granero para el pósito y habitacion para la escuela de instruccion primaria, á la que concurren 20 alumnos de ambos sexos, bajo la direccion de un maestro á la vez sacristan y secretario de ayunt., dotado con 32 fan. de trigo y 100 rs. en metálico; hay una igl. parr. (La Sma. Trinidad) aneja de la de Alpanseque; un cementerio situado á 200 pasos de la pobl., de modo que no ofende á la salubridad pública. térm. confina N. Rello; E.Baraona; S. Paredes, y O. Barcones; dentro de el se encuentran una ermita (Ntra. Sra. de las Angustias) y un pozo de buenas aguas, que provee al vecindario para beber y demas necesidades domésticas: el terreno es llano, poco feraz, y de secano, se hallan en cultivo 4,400 fan. en esta forma: 1,400 de primera calidad, 2,500 de segunda y 500 de tercera: hay ademas 4,200 de pastos y prados naturales, 150 de prados artificiales, 220 de monte arbolado, 200 de monte poblado de mata baja y maleza, y 3,630 baldías. caminos: los que dirigen á los pueblos limítrofes, todos de herradura y en mal estado, principalmente en tiempo de lluvias. correo: se recibe y despacha en la estafeta de Almazan, por un cartero que pagan varios pueblos. prod.: trigo, cebada, avena, judías, garbanzos y otras legumbres, hortalizas, patatas, nabos, miel, cera, leñas de combustible, y buenos pastos con los que se mantiene ganado lanar, mular, vacuno y de cerda. ind.: la agrícola y algunos de los oficios y artes mecánicas mas indispensables. comercio: esportacion del sobrante de frutos, algun ganado y lana, é importacion de los art. de consumo que faltan. pobl.: 68 vec., 270 alm. cap. prod.: 174,305 rs. imp. 72,605. contr.: en todos conceptos 5,886 rs. presupuesto municipal 900 rs., se cubre con los productos de puestos públicos, los de las yerbas de pasto y en caso de déficit, se procede á reparto vecinal.
(Madoz, 1848, p. 210)

En 1972 el municipio de Marazovel desapareció al fusionarse con el de Alpanseque, contaba entonces con 34 hogares y 96 habitantes. El 20 de febrero de 1973 desapareció el juzgado de paz por la fusión.

## Geografía humana

### Demografía
| Gráfica de evolución demográfica de Marazovel entre 1842 y 1970 |
| |
| Población de derecho según los censos de población del INE Población de hecho según los censos de población del INEEn estos censos se denominaba Marazobel: 1842 y 1857 Entre el censo de 1981 y el anterior, este municipio desaparece porque se integra en el municipio 42023 (Alpanseque) |

En el año 1981 contaba con 77 habitantes, concentrados en el núcleo principal, pasando a 36 en 2009.

## Patrimonio
En la localidad se encuentra una iglesia parroquial católica bajo la advocación de la Santísima Trinidad. Pertenece al arciprestazgo de Almazán en la diócesis de Osma Soria.
También hay una ermita, hoy sin culto, dedicada a la Virgen de la Soledad.